# バジ
バジ (ヒンディー語: भाजी、英語: Bhaji) は、インド亜大陸で食べられるフリッターに似た料理である。スパイシーな野菜、通常はタマネギを用いるが、具材には様々な種類がある。インドでは人気のあるスナックである。またパキスタンでも非常によく食べられており、タプリス（よろずや）やダバ（通り沿いの飲食店）でも販売されている。イギリスでは、アングロ・インド料理の一般的なスターターでもある。
「最も大きなタマネギのバジ」のギネス世界記録は、2020年2月4日にバングラデシュ人シェフのオリ・カーンとスティーブニッジのレストラン"Surma Takeaway"のチームが作った175.48 kgのものである。

## 地域による違い
南インドや西インドの外側では、この料理はパコラとして知られる。唐辛子のバジ (mirchi bhajji)、ジャガイモのバジ、タマネギのバジ、プランテンのバジ、パンのバジ（ブレッドパコラ）等の種類がある。また、南インドではボンダ、マハーラーシュトラ州ではヴァダ、グジャラート州ではゴタとして知られる。ボンダは、ジャガイモまたはミックスベジタブル、ゴタは緑のフェヌグリークの葉を具材とする。

## 文化における重要性
バジはパキスタン、グジャラート、タミル、カンナダ、テルグ等の食文化で、特別な機会や祭り等の際に食べられる。通常、コーヒー、茶や伝統的なyameenとともに提供される。mirchi bhajjiを作るときには、バナナピーマンが用いられる。
タマネギのバジは、アングロ・インド料理のレストランで、メインコースの前のスターターとして、パーパド等、他のインド風スナックとともにしばしば食べられる。サラダとスライスレモン、またはマンゴチャツネとともに提供され、伝統的にはマイルドな味に仕上げられる。

## ギャラリー

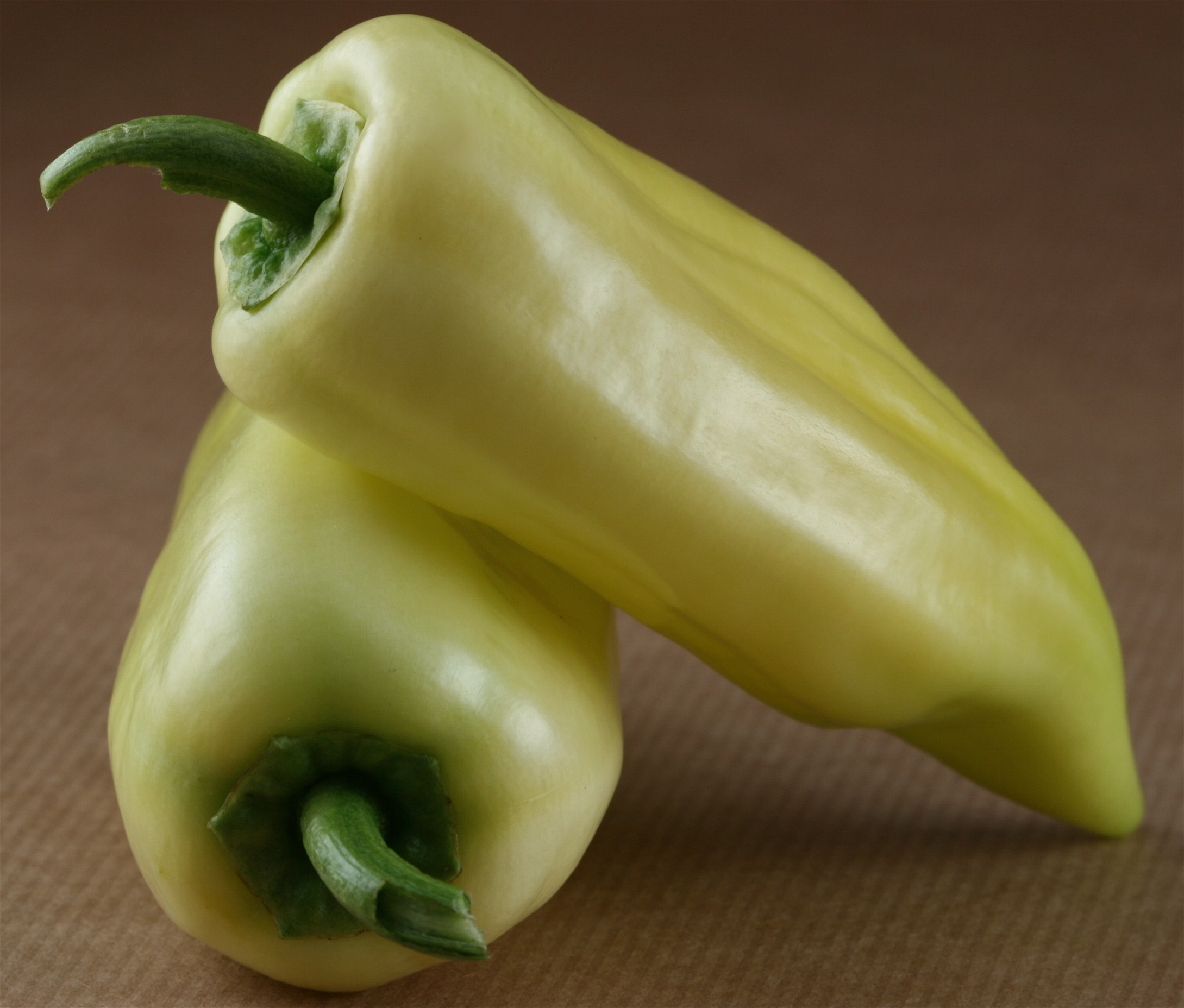
唐辛子のバジに用いるバナナピーマン
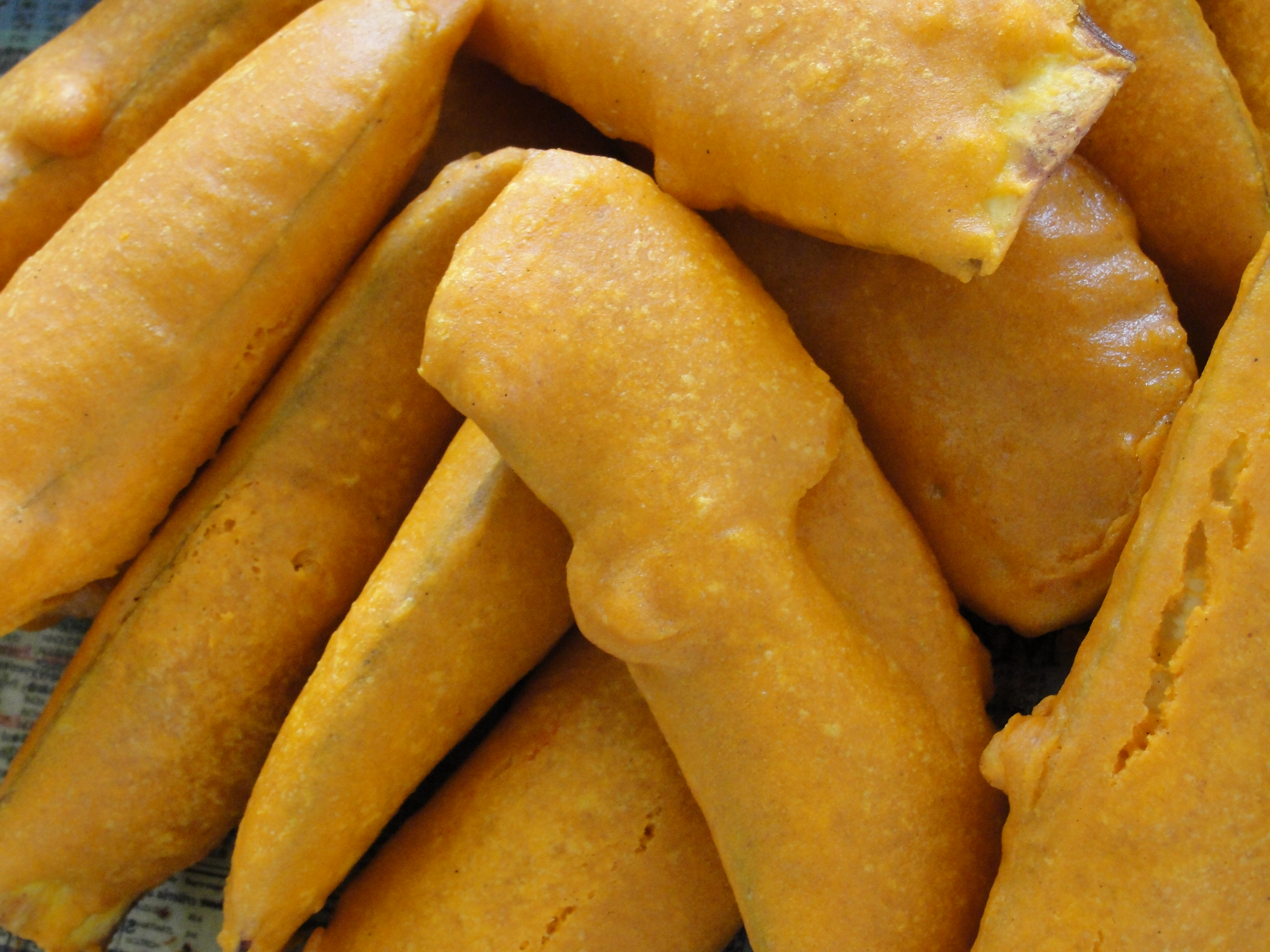
バジの拡大図
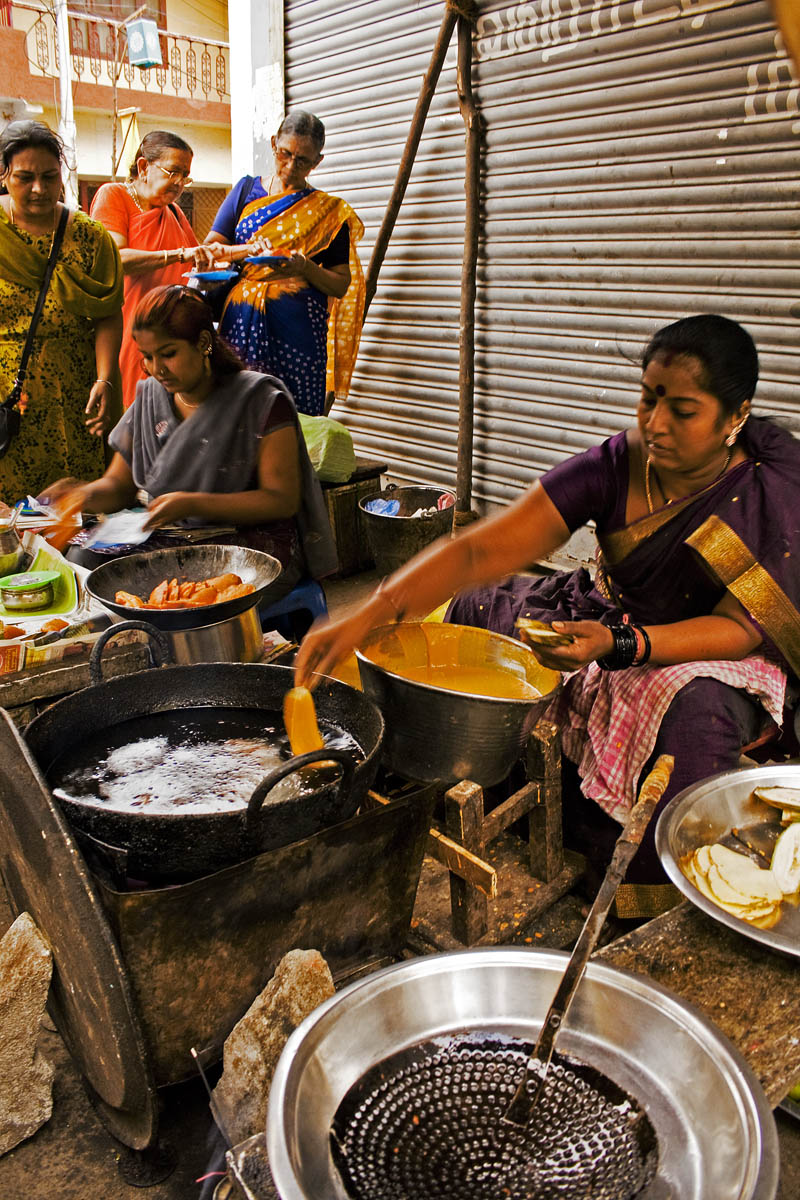
南インドにおけるバジ作り
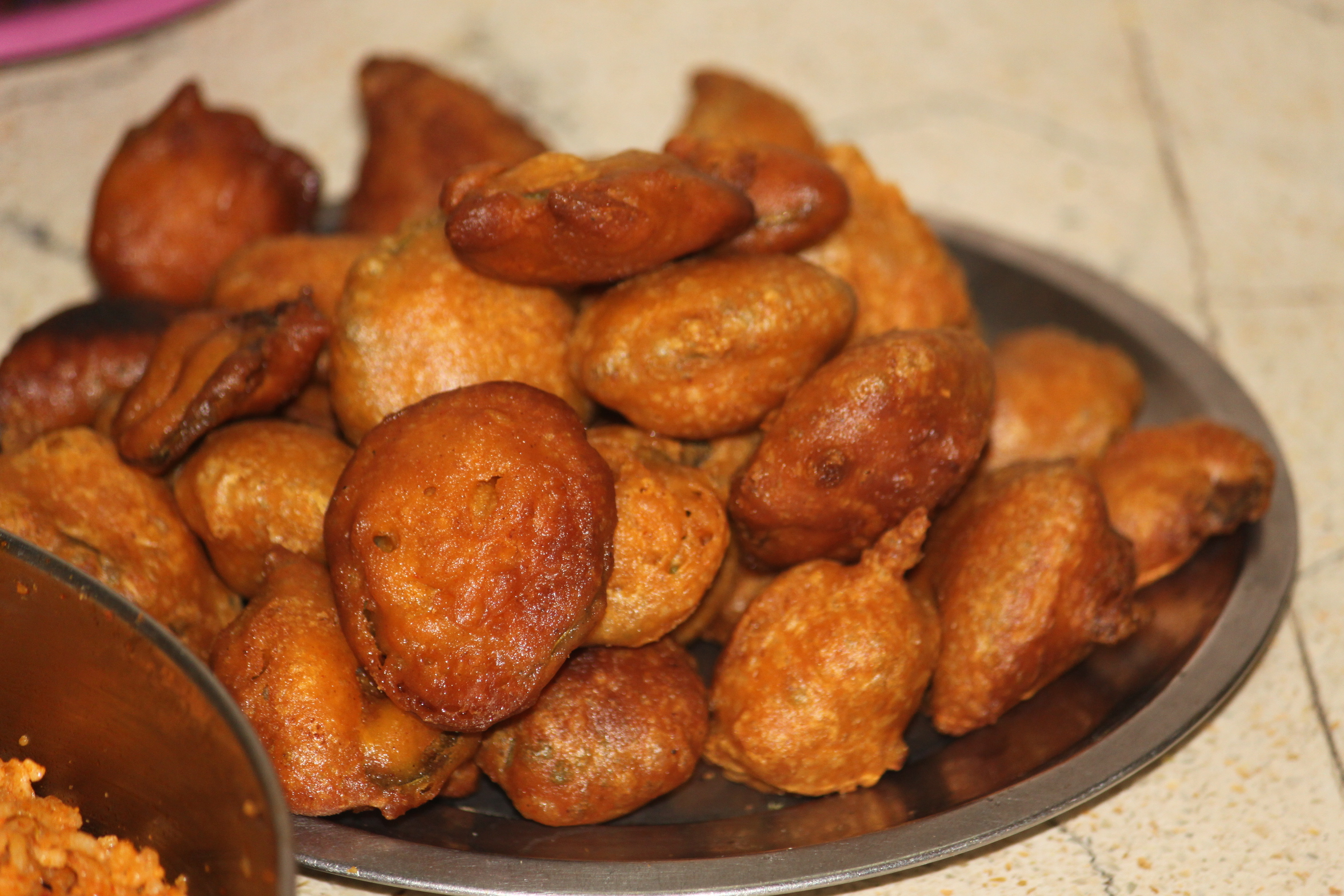
ジャガイモのバジ
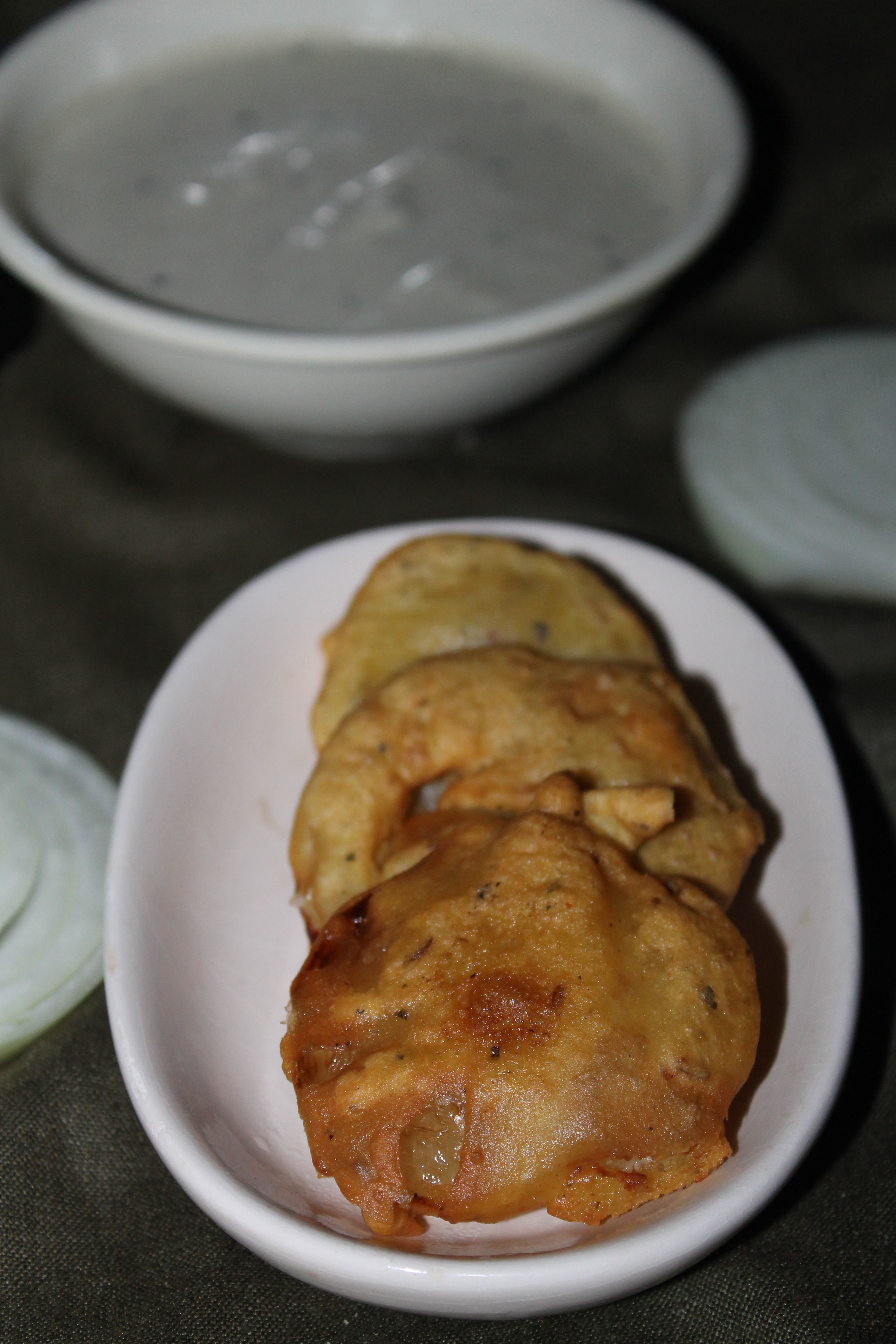
タマネギのバジ
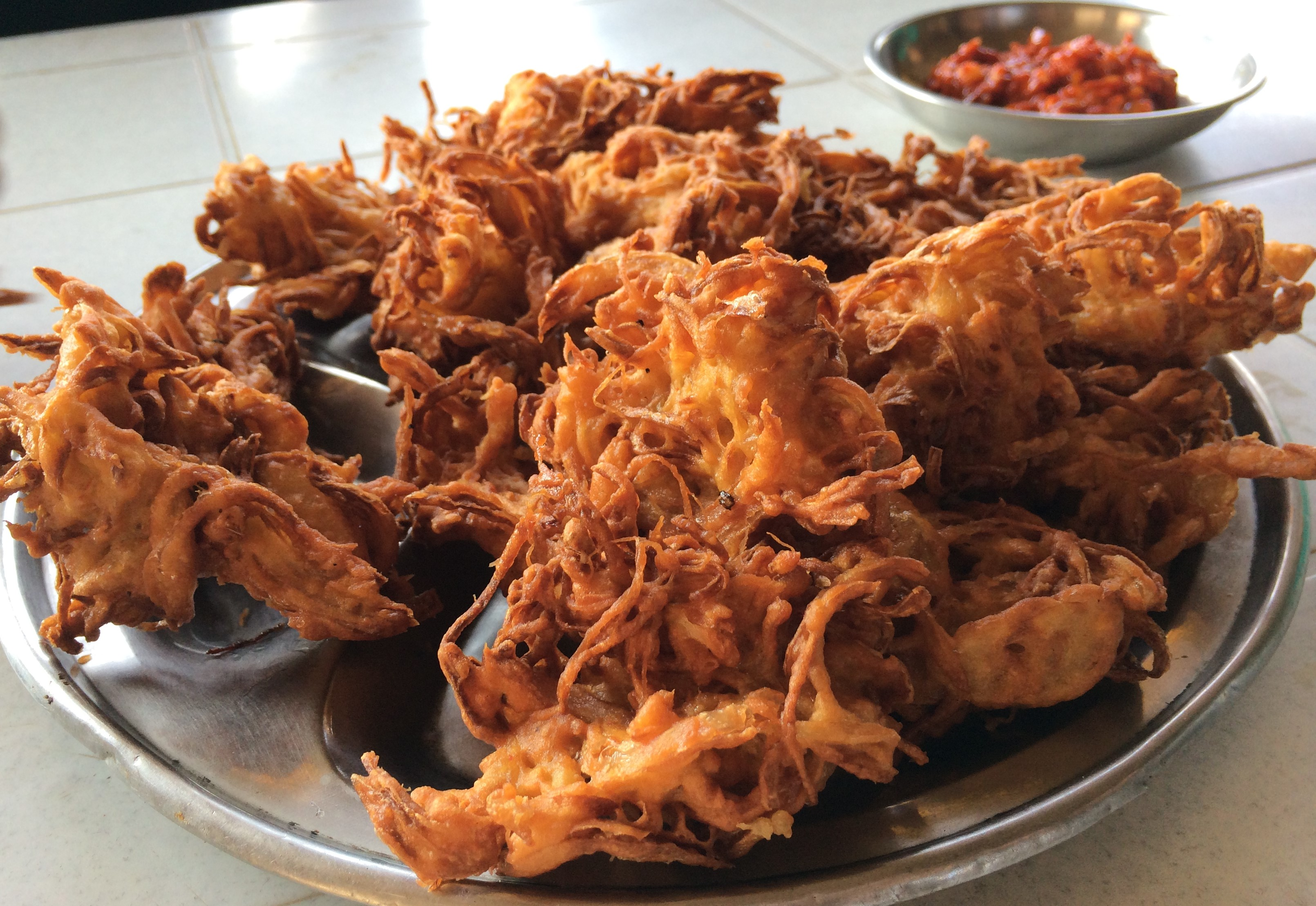
カンナダのバジ